# Lincoln (film)
 For alternative betydninger, se Lincoln. (Se også artikler, som begynder med Lincoln)
Lincoln er et historisk drama fra 2012 instrueret og produceret af Steven Spielberg med Daniel Day-Lewis i hovedrollen som USA's præsident Abraham Lincoln
og Sally Field som præsidentfruen Mary Todd Lincoln. Filmen omhandler præsidentens kamp i januar 1865 for at få vedtaget et tillæg til forfatningen, der forbyder slaveri. Optagelserne foregik fra den 17. oktober til den 19. december 2011. Filmen havde premiere i New York den 8. november 2012 og fra den 9. til den 16. november i resten af USA. Filmen havde premiere i Danmark torsdag den 31. januar 2013.
Lincoln fik ros fra anmelderne især for Day-Lewis' præstation, og filmen nomineredes til 12 Oscars, hvoraf den vandt 2 - bl.a. for bedste mandlige hovedrolle. Day-Lewis blev dermed den første skuespiller til at vinde kategorien tre gange. I starten af februar 2013 havde filmen indtjent 204 mio. dollars (ca. 1,1 mia. kr.).

## Medvirkende
- Daniel Day-Lewis som Abraham Lincoln.
- Sally Field som præsidentfruen Mary Todd Lincoln.
- David Strathairn som udenrigsminister William H. Seward.
- Hal Holbrook som Francis Preston Blair - stifteren af Det Republikanske Parti.
- Tommy Lee Jones som Thaddeus Stevens - en republikansk politiker.

## Citat
| „ | Det er klart, at man skal ville det politiske stof til en vis grad for at gide se så lang en film om en amerikansk præsident. Men det er samtidig min påstand, at den forudsætningsløse billetkøber ikke vil kede sig frem mod den neglebidende finale, hvor stemmerne for og imod slaveriets ophævelse tælles op på gammeldags maner, én for én, i Repræsentanternes Hus. | “ |
|   | — Berlingske Tidendes anmelder, Jacob Wendt Jensen |   |